# Montserrat Puig Cardona
Montserrat Puig Cardona (1924 - Barcelona, 16 de gener de 2019) va ser una química, professora d'universitat, investigadora i teòloga catalana.
Va fer el Doctorat en Química a la Universitat de Barcelona el 1964. Després del doctorat, va començar la seva carrera docent com a ajudant de classes pràctiques, el 1974 va ser professora adjunta contractada al Departament de Química Inorgànica de la Universitat de Barcelona i, posteriorment, va ser catedràtica d’institut. Va ser la primera professora que va exercir a l'edifici actual de la Diagonal de la Facultat de Química.
Després va treballar a l’Instituto de Investigaciones Técnicas, a la secció de materials de construcció, en l’àmbit del ciment, des d’on va obrir camí per a la integració de la dona en la ciència. L’any 1980 va començar a estudiar Teologia, i es va llicenciar en la Secció Bíblica. El 1946 va fundar, amb altres universitàries, la Confraria de la Bella Parla per defensar la llengua catalana.

## Premis i reconeixements
- Premi Ciutat de Barcelona en l’apartat Tesis doctorals: ciències (1964).[3]
- Medalla d’Honor de Barcelona en reconeixement de la seva tasca pionera per a la integració de les dones i les nenes en la ciència (2016).[3]
- Coincidint amb el Dia Internacional de la Dona i la Nena en la Ciència, 11 de febrer, l'any 2020, la Facultat de Química de la Universitat de Barcelona va posar el nom de Montserrat Puig Cardona a un espai del centre, en concret, el laboratori polivalent de la facultat. Aquesta iniciativa forma part de la campanya de la Universitat de Barcelona per donar el nom de dones il·lustres a aules de les diferents facultats.[3][4]